# Gabelschwanz-Schachbrettbuntbarsch
Der Gabelschwanz-Schachbrettbuntbarsch (Dicrossus filamentosus, Syn.: Crenicara filamentosa (Ladiges, 1958)) oder Schachbrettcichlide (Ladiges, 1958) ist eine kleinbleibende Art aus der Familie der Buntbarsche (Cichliden).

## Beschreibung

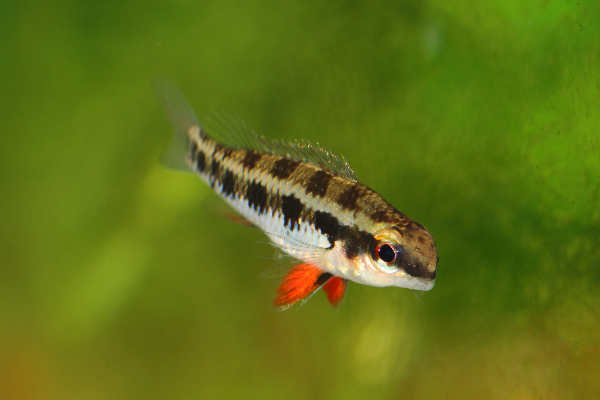
Weibchen

Der zylindrische, schlank-bräunliche Körper dieses Buntbarsches ist schachbrettartig gemustert. Die Schwanzflosse gabelt sich beim Männchen lyraförmig am Ende in zwei lange Spitzen auf, beim Weibchen ist sie rundlich, spatenförmig. Seine schachbrettartige Musterung im Farbkleid sowie die markante Schwanzflosse geben dem Fisch seinen Namen. Das lateinische Epitheton filamentosus („mit Fäden versehen“) bezieht sich wahrscheinlich ebenfalls auf die zweizippflige Schwanzflosse der Männchen. Die geschlechtsreifen Weibchen erkennt man an ihren kräftig rot gefärbten Bauchflossen. Insgesamt sind die Weibchen etwas farbloser als die Männchen. Adulte Männchen erreichen eine Gesamtlänge von zirka 9 cm, die Weibchen etwa 6 cm. Dicrossus filamentosus bildet mit D. maculatus und D. gladicauda die bisher einzigen Vertreter dieser Gattung innerhalb der Geophaginen Südamerikas.

## Vorkommen
In ihren natürlichen Biotopen leben die Fische in sehr weichem Wasser (°dGH 1 = deutsche Gesamthärte) mit einem stark sauren pH-Wert (5,5) auf sandigen Bodengrund.
Sein natürlicher Lebensraum ist in Südamerika, die Klar- u. Schwarzwasserflüsse im Einzugsbereich des Rio Orinoco, der Rio Tapajós und der Rio Negro in Amazonien. Im Rio Tapajos, oberhalb der Stromschnellen, soll eine bisher unbeschriebene Dicrossus sp. Art existieren.

## Fortpflanzung
Dicrossus filamentosus gilt als polygam und zählt zu den nicht höhlenbrütenden Arten. Das Männchen hält sich einen Harem von mehreren Weibchen. Die Geschlechtsreife tritt bei einer Länge von 6 cm (Männchen) und 4 cm (Weibchen) ein. Als Substratlaicher wird das Gelege offen (Offenbrüter) auf Pflanzenblättern bei hohen Temperaturen zwischen 28 und 30 °C abgelegt.

## Aquaristik

### Haltung und Pflege
Ein Aquarium mit vielen Pflanzen und Versteckmöglichkeiten ist für den ungefähr 8 cm großen, friedlichen Cichliden genau richtig. Diese Art stellt jedoch hohe Ansprüche an die Wasserqualität. Die Art ist scheu und kann mit Lebendgebärenden oder Salmlern gemeinsam gehalten werden. Flockenfutter wird selten genommen, Artemia werden gerne gefressen.

### Rechtsvorschrift in Österreich
In Österreich sind die Mindestanforderungen zur Haltung von Fischen in der Verordnung 486 im §7 und deren Anlage 5 definiert. Siehe dazu auch den Wikipedia-Eintrag Zierfische.
Speziell für den Gabelschwanz-Schachbrettbuntbarsch gilt zusätzlich: Die Fische müssen paarweise gehalten werden. Außerdem sind folgende Grenzwerte einzuhalten:
|                                  | Wert         | Anmerkung                         |
| -------------------------------- | ------------ | --------------------------------- |
| Mindestgröße des Aquariums       | 80 × 35 × 40 | Länge × Breite × Höhe in [cm]     |
| Bereich für die Wassertemperatur | 23 – 30      | Grad Celsius [°C]                 |
| Bereich für die Wasserhärte      | 0 – 15       | Grad deutscher Gesamthärte [⁰dGH] |
| Bereich pH-Wert                  | 5,0 – 7,0    | Säuregrad                         |
| Maximalwert Nitrat               | 50           | [mg/l]                            |